# Klokkenstoel

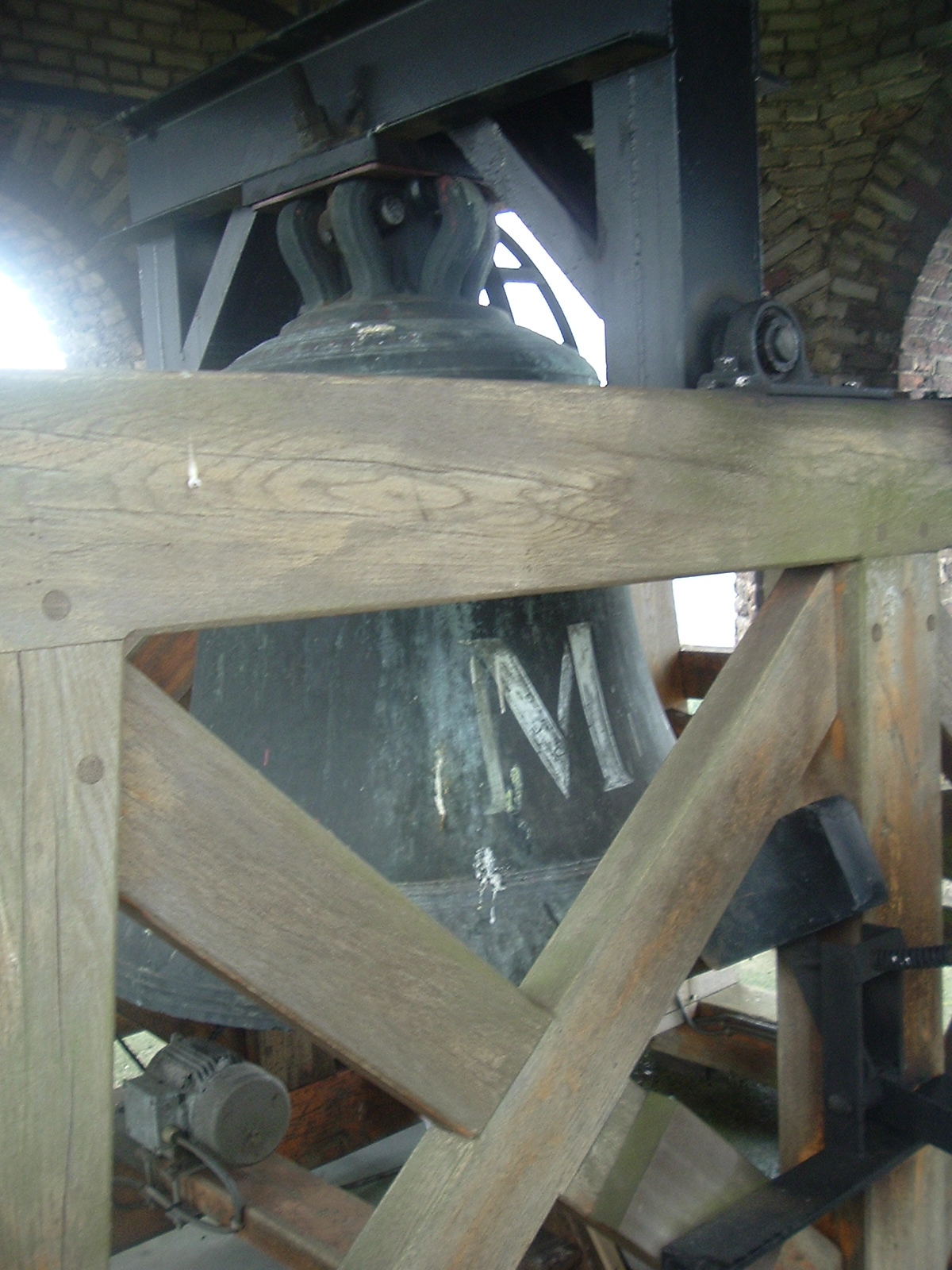
Klokkenstoel uit 1989 in de toren van de Sint-Martinuskerk te Gennep

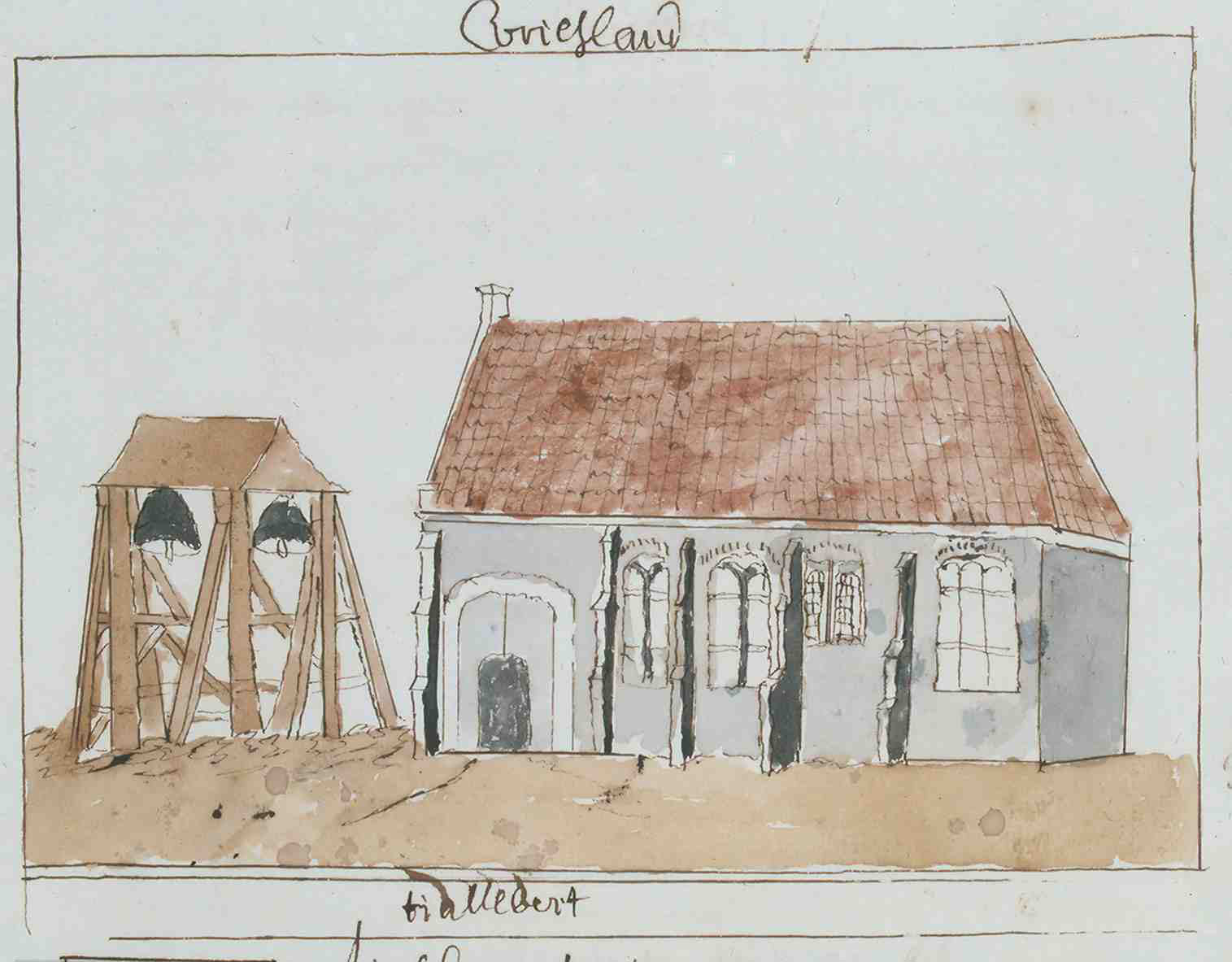
De kerk en klokkenstoel van Tjalleberd, Atlas Schoemaker: Friesland, 1710-1735

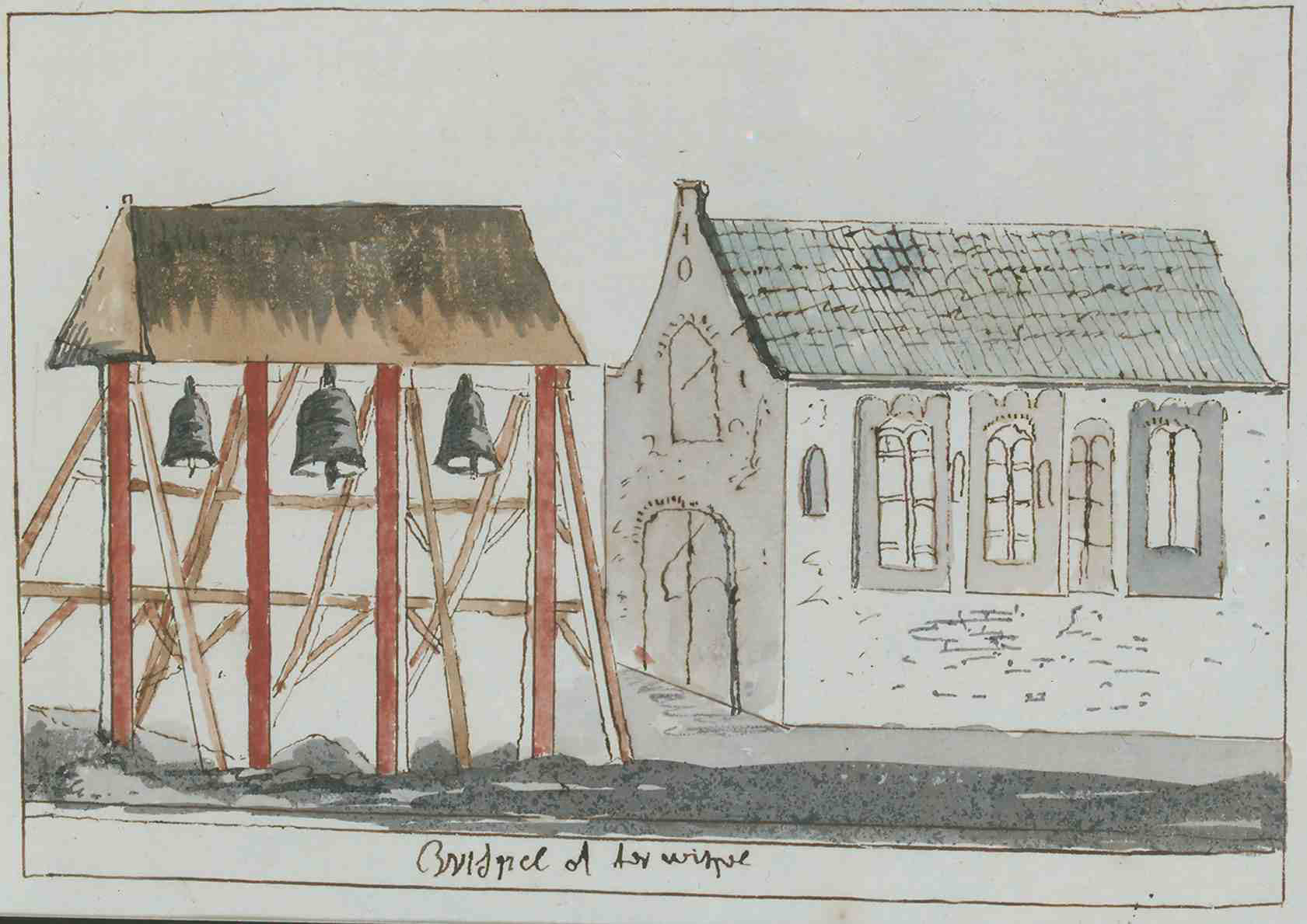
De kerk en klokkenstoel van Terwispel, Atlas Schoemaker: Friesland, 1710-1735

Een klokkenstoel is een stellage van dikke houten of ijzeren balken, waarin een of meer klokken zijn opgehangen. Een klokkenstoel kan boven in de kerk- of klokkentoren zijn aangebracht, maar ook los staan. Ook een beiaard hangt in een klokkenstoel.
In gemetselde kerktorens bestond de noodzaak tot het aanbrengen van een klokkenstoel al snel, wanneer een samenstel van luiklokken was gebouwd. Het luiden van deze klokken veroorzaakte scheuren in het torenlichaam. Daarom werden verschillende eikenhouten constructies ontwikkeld die de trillingen goed naar beneden geleidden en toch het gewicht van de beweegbare klokken, die soms meer dan 500 kilo per stuk wegen, konden dragen.

## Vrijstaande klokkenstoel
De vrijstaande klokkenstoel, van boven voorzien van een dak, komt op kerkhoven en naast kerken in het noorden van Nederland veel voor, voornamelijk in Friesland, Drenthe en de kop van Overijssel. Vrijstaande klokkenstoelen werden vaak gebouwd omdat armere dorpen zich wel een eenvoudig kerkgebouwtje konden veroorloven, maar geen toren waarin de luidklok zou moeten hangen. Bovendien was de ondergrond zacht en veenachtig, waardoor er met verzakking rekening gehouden moest worden.
Maar ook om andere redenen en op andere plaatsen is soms gekozen voor vrijstaande klokkenstoelen, ook zonder dak, zoals bij het oorlogsmonument op de Waalsdorpervlakte. Daar is ook, zoals vaker, de vrijstaande klokkentoren op een heuvel gebouwd. Ook in andere landen zijn deze bouwwerken te vinden. Een omtimmerde, vrijstaande klokkenstoel wordt een klokhuis genoemd. Deze bestaan nog in Enkhuizen en Sneek. Verdwenen klokhuizen stonden onder meer in Hoorn,  Haarlem, en naast de Grote Kerk in Alkmaar (in 2019 stond er een kopie op schaal naast deze kerk).

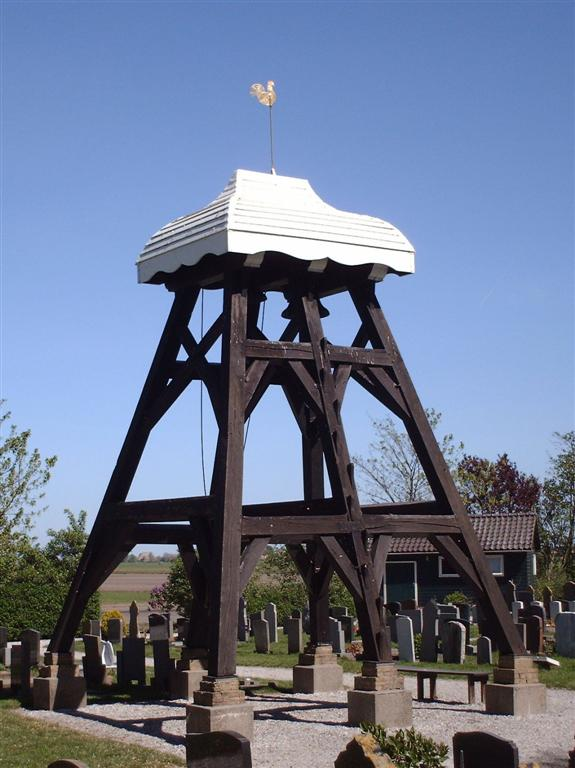
Klokkenstoel in Ypecolsga (Nederland)
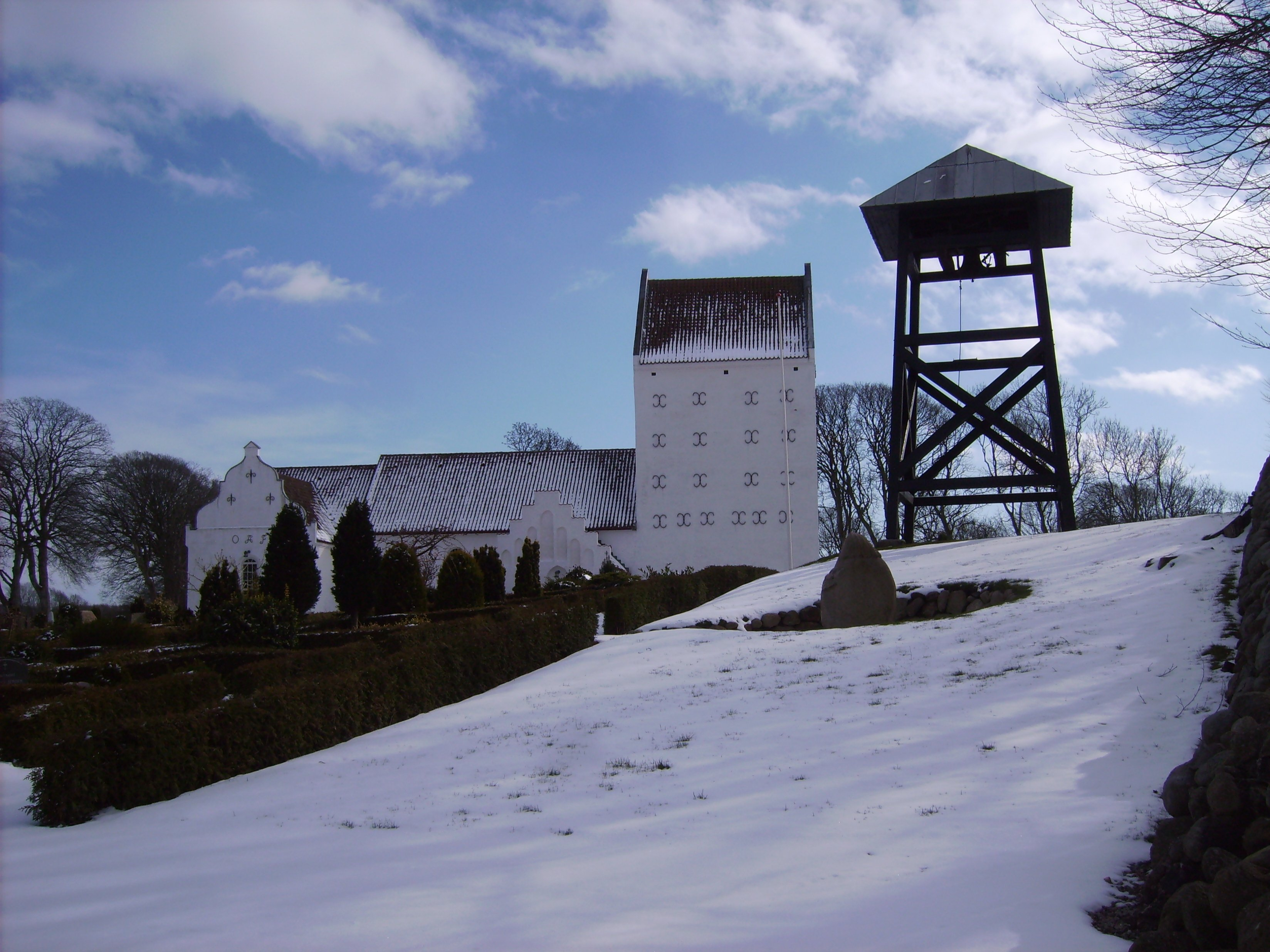
Klokkenstoel in Frederikshavn (Denemarken)
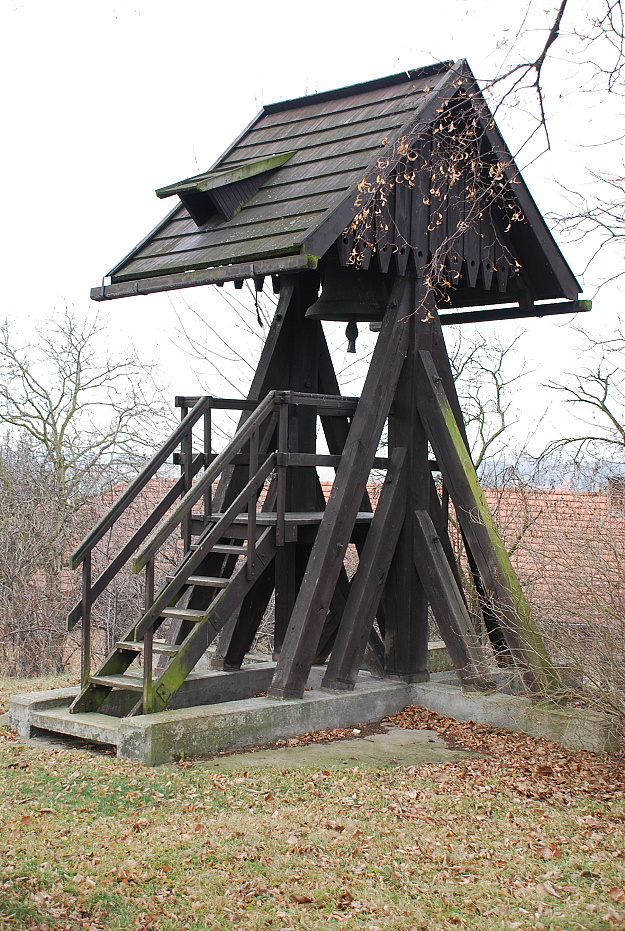
Klokkenstoel Tsjechië
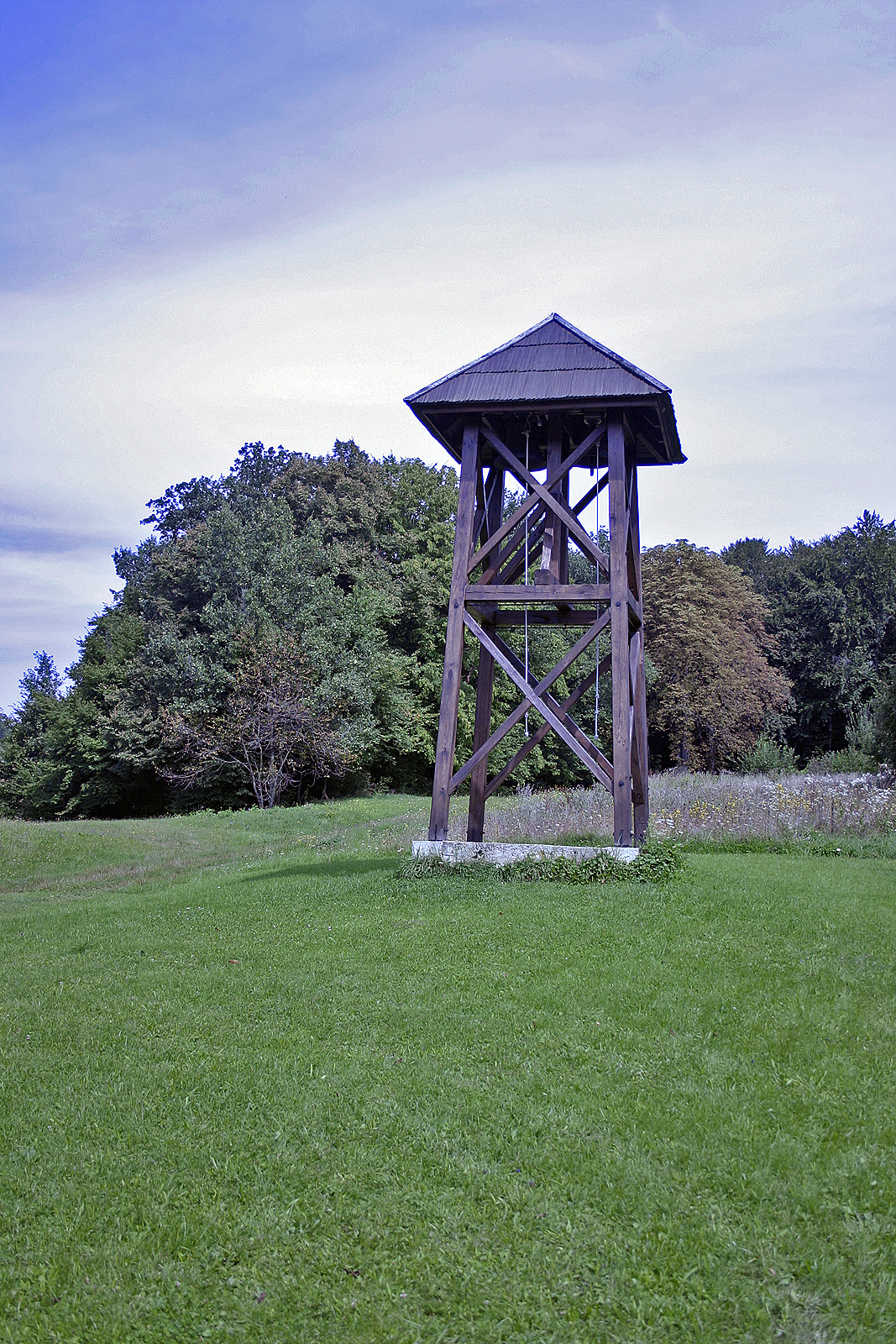
Klokkenstoel Slovenië
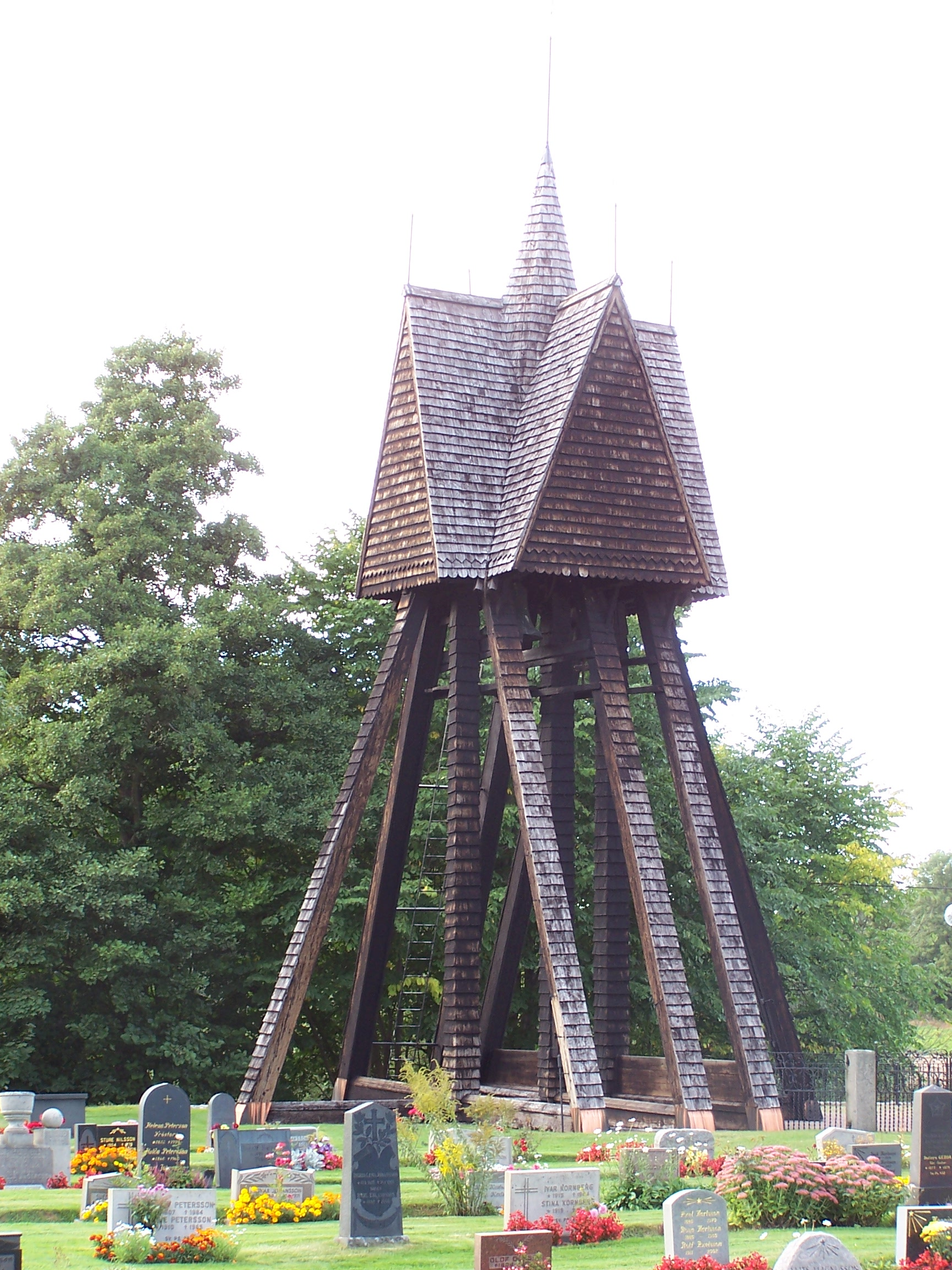
Klokkenstoel in Zweden
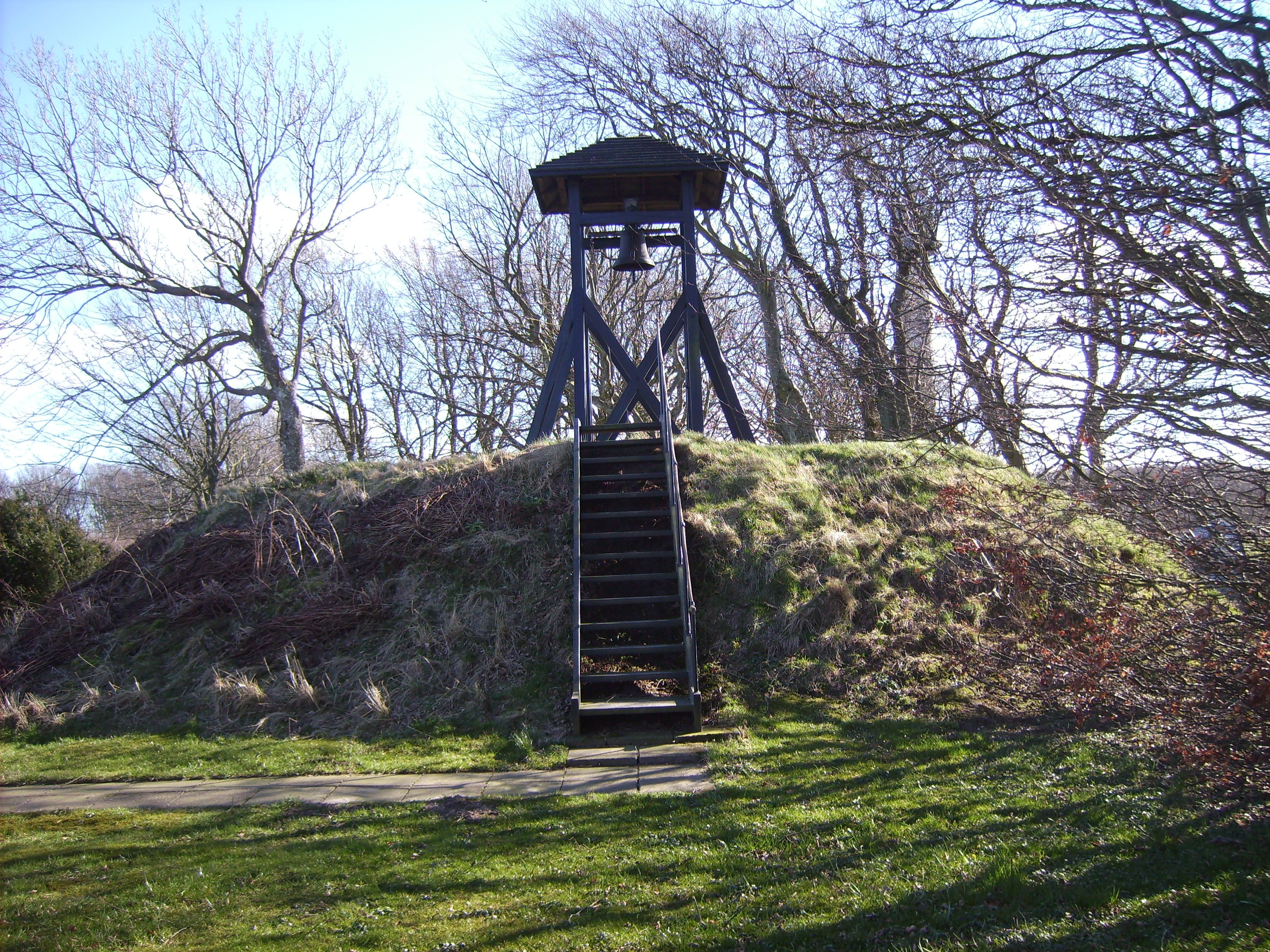
Een klokkenstoel op een prehistorische grafheuvel naast een middeleeuwse kerk in Frederikshavn Kommune, Noord-Jutland
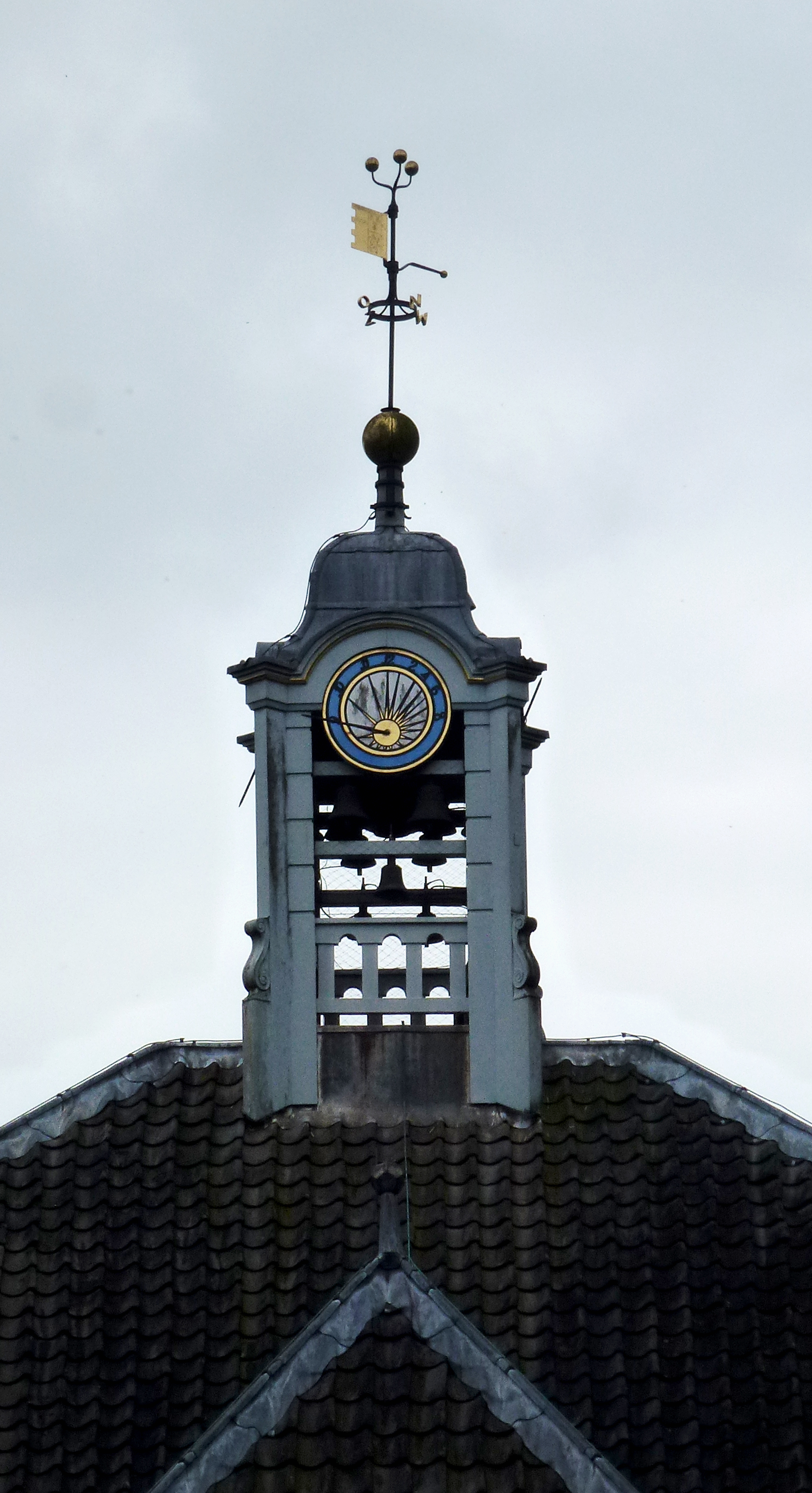
Klokkenstoel op landhuis Sparrendaal (Driebergen)
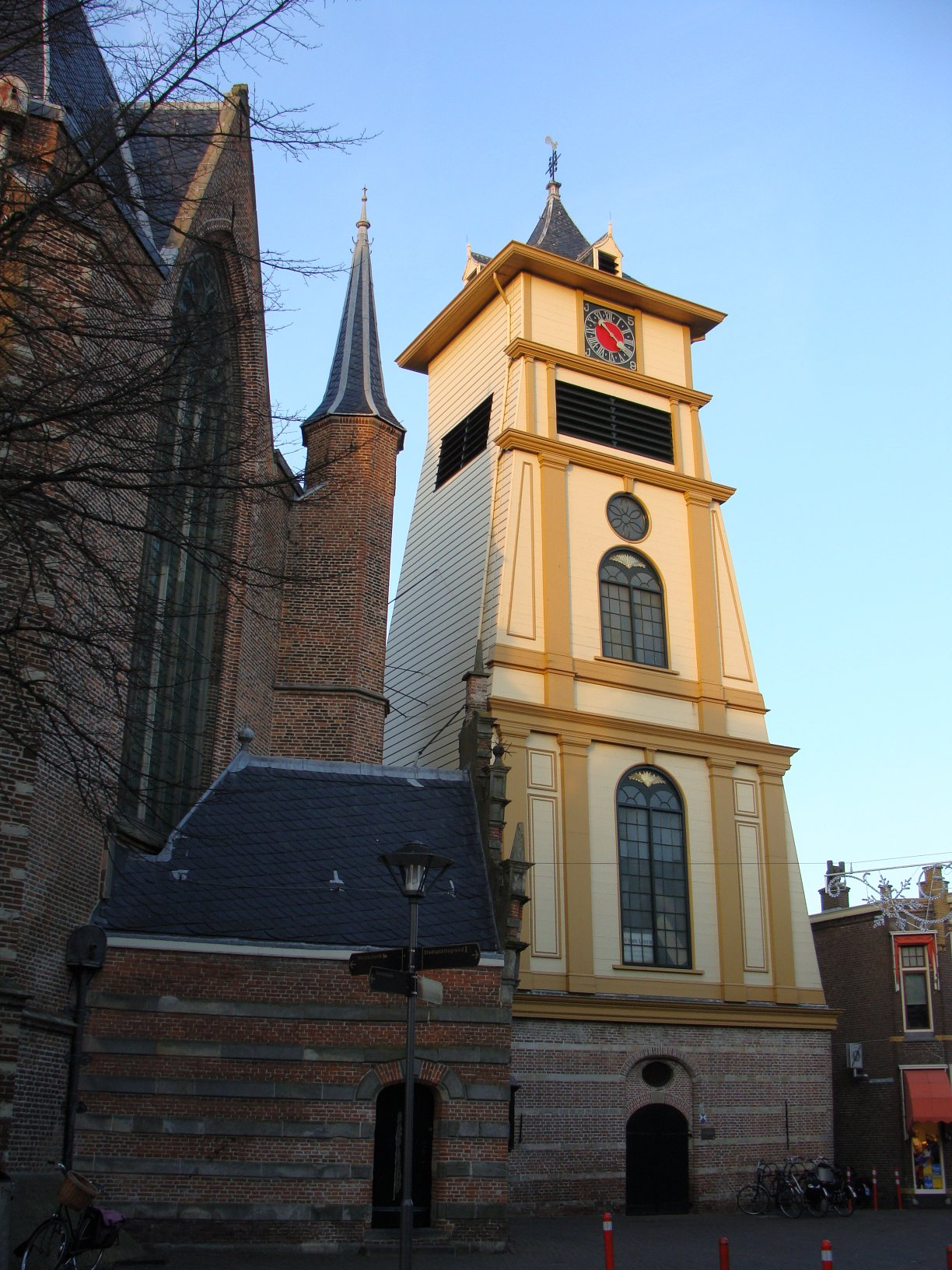
Klokhuis bij de Westerkerk in Enkhuizen
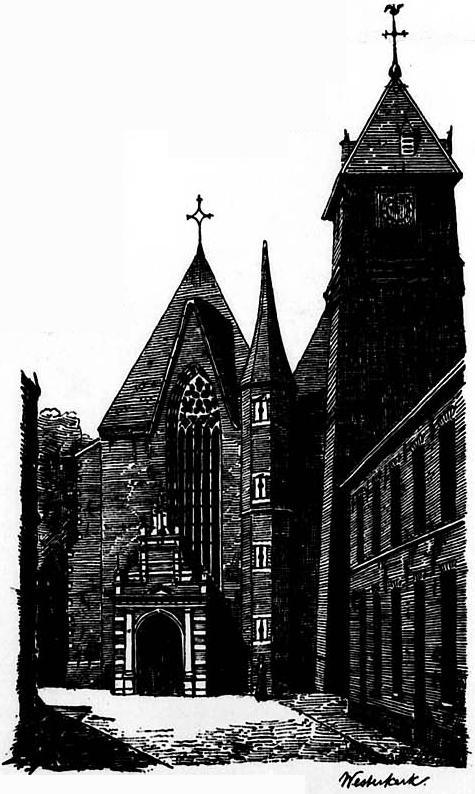
A.W. Weissman klokhuis naast Oostportaal van de Westerkerk Enkhuizen oude situatie.
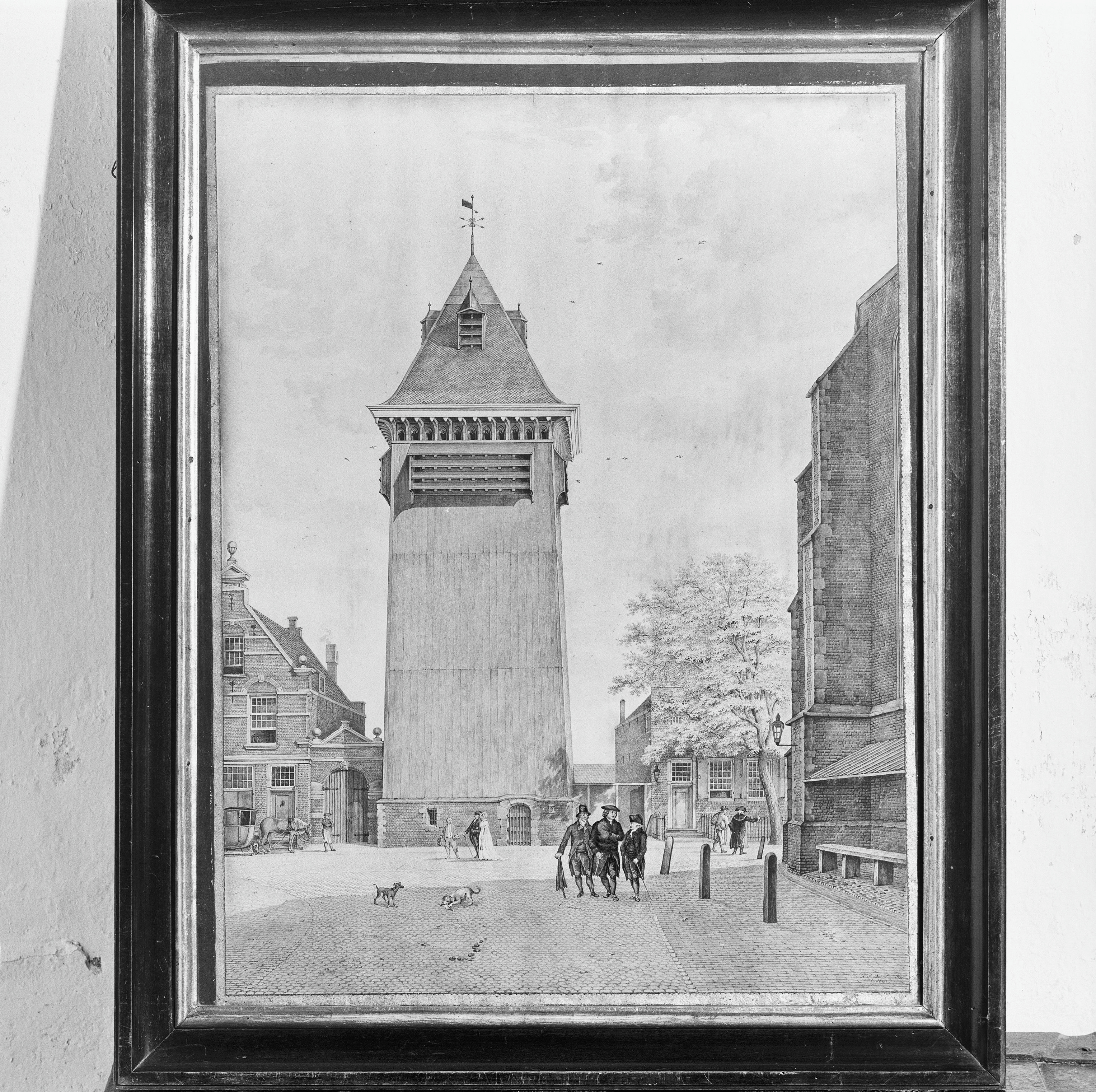
Het voormalige 'klokhuis'  de houten klokkentoren achter de koorsluiting van de 'Grote of Sint-Bavokerk' in Haarlem.
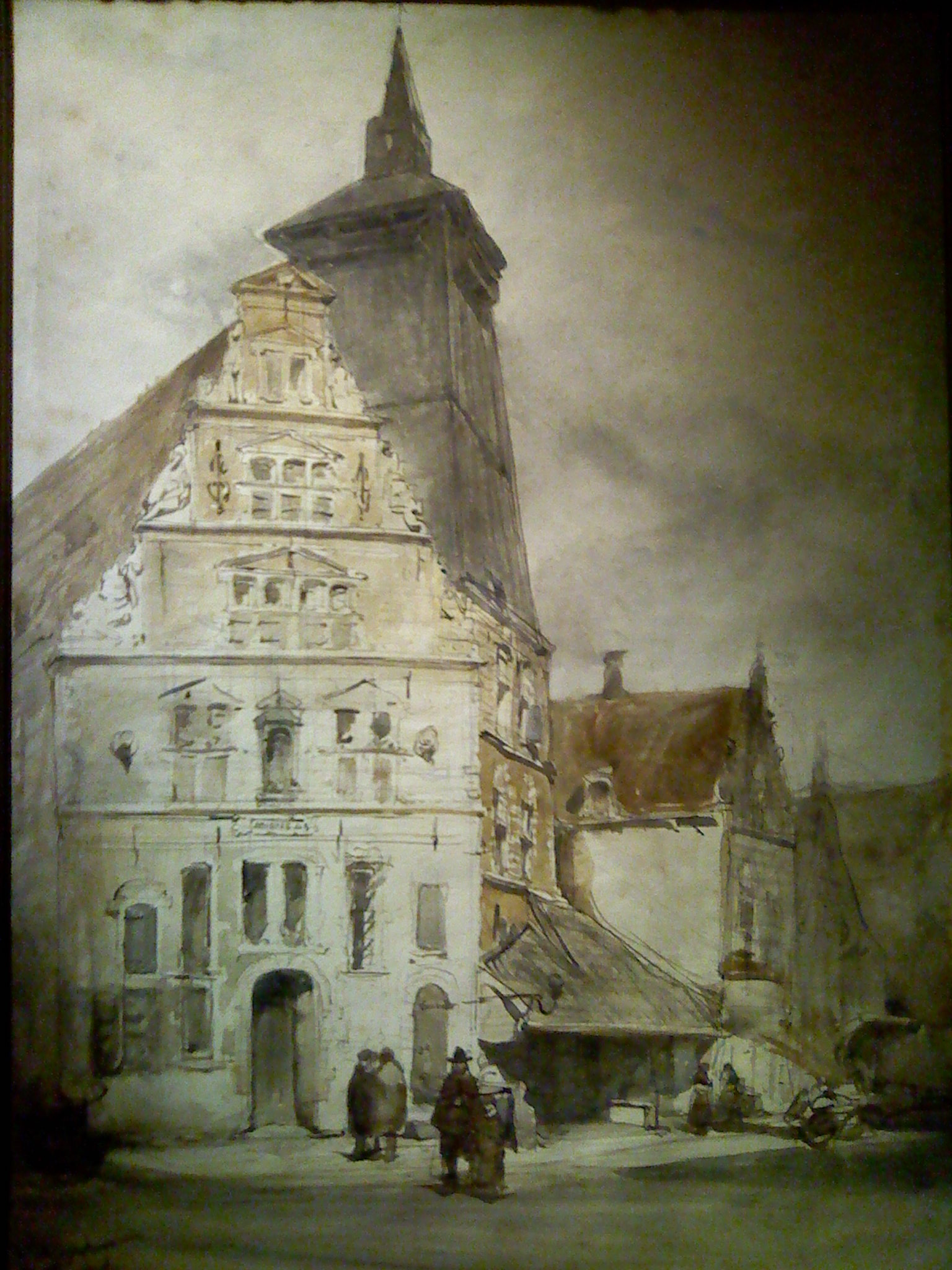
Sint Jans Gasthuis in Hoorn met daarachter het klokhuis.
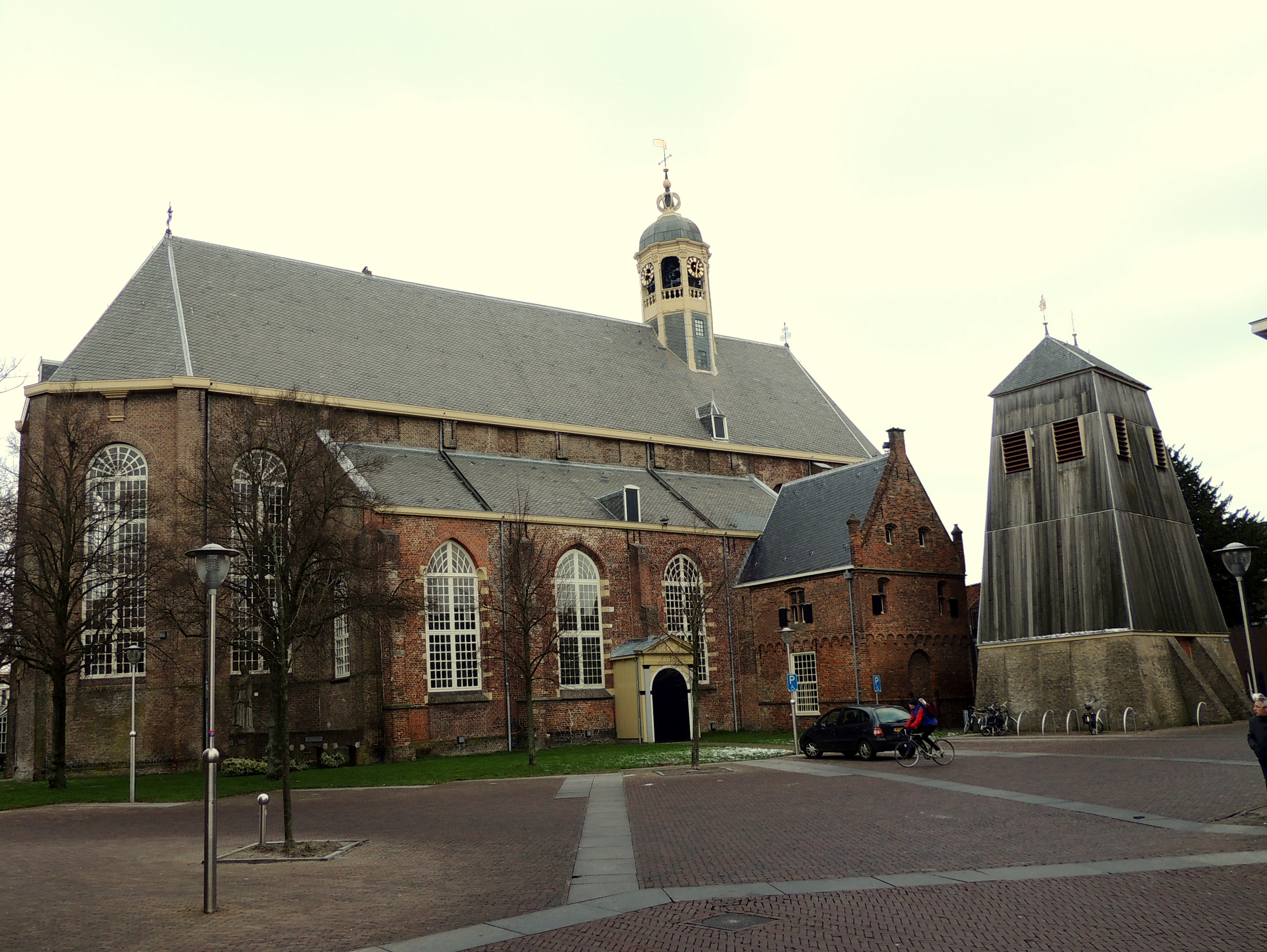
Martinikerk in Sneek met rechts het klokhuis.
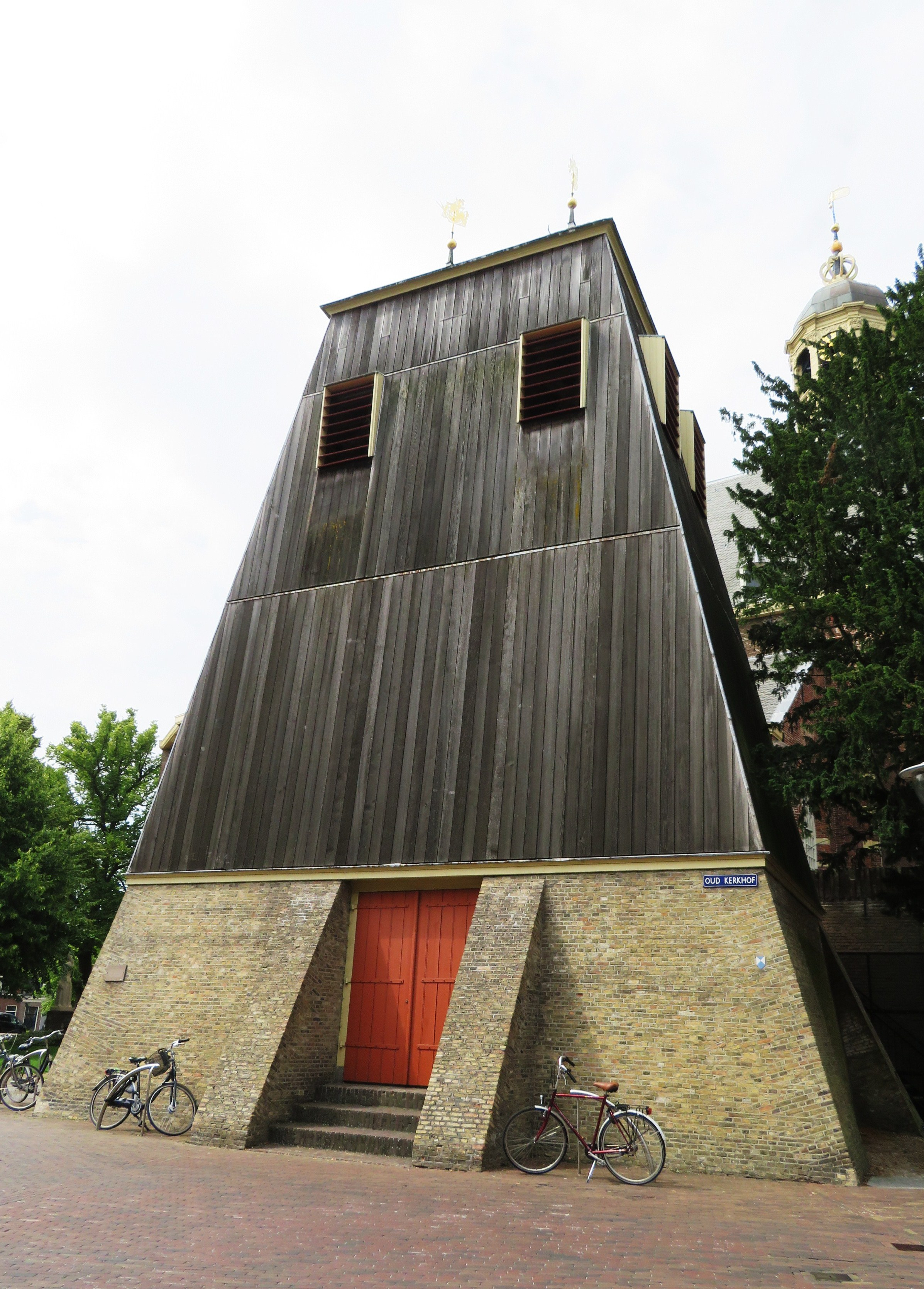
Klokhuis van de Martinikerk in Sneek